# Jack Z. Anderson

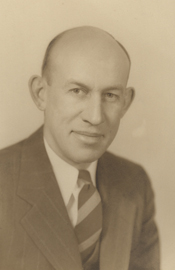
Jack Z. Anderson

John Zuinglius „Jack“ Anderson (* 22. März 1904 in Oakland, Kalifornien; † 9. Februar 1981 in Hollister, Kalifornien) war ein US-amerikanischer Politiker. Zwischen 1939 und 1953 vertrat er den Bundesstaat Kalifornien im US-Repräsentantenhaus.

## Werdegang
1913 kam John Anderson mit seinen Eltern nach San José, wo er die öffentlichen Schulen besuchte. Im Jahr 1923 absolvierte er die dortige High School. Zwei Jahre später zog er in das San Benito County, wo er in der Landwirtschaft und im Obstanbau tätig war. Gleichzeitig begann er als Mitglied der Republikanischen Partei eine politische Laufbahn. Bei den Kongresswahlen des Jahres 1938 wurde Anderson im achten Wahlbezirk von Kalifornien in das US-Repräsentantenhaus in Washington, D.C. gewählt, wo er am 3. Januar 1939 die Nachfolge von John J. McGrath antrat. Nach sechs Wiederwahlen konnte er bis zum 3. Januar 1953 sieben Legislaturperioden im Kongress absolvieren. Dort wurden bis 1941 die letzten New-Deal-Gesetze der Bundesregierung unter Präsident Franklin D. Roosevelt verabschiedet. Seit 1941 war auch die Arbeit des Kongresses von den Ereignissen des Zweiten Weltkrieges und dessen Folgen geprägt. Danach erlebte Anderson als Abgeordneter den Beginn des Kalten Krieges. Im Jahr 1952 verzichtete er auf eine weitere Kandidatur.
Nach dem Ende seiner Zeit im US-Repräsentantenhaus wurde Jack Anderson Vorstandsmitglied der Bank of America. Außerdem wurde er Präsident der California Canning Pear Association und der Pacific Canning Pear Association. In den Jahren 1954 und 1955 arbeitete er für das US-Landwirtschaftsministerium. Von 1956 bis 1961 gehörte er zum Stab von Präsident Dwight D. Eisenhower. Danach war er bis 1962 Mitarbeiter im Veteranenausschuss des Kongresses. Anschließend zog sich Anderson in den Ruhestand zurück, den er in Hollister verbrachte, wo er am 9. Februar 1981 starb.